# Rosabeth Moss Kanter
Rosabeth Moss Kanter (?, ? de 1943) é uma renomada professora de administração da Harvard Business School e autora de diversos livros nas área de estratégia, inovação e liderança.